# Yuck
Yuck — британская рок-группа, созданная по инициативе бывших участников группы Cajun Dance Party — Даниэля Блумберга и Макса Блума. Их дебютный альбом вышел 21 февраля 2011 года на лейбле Fat Possum. Критики сравнивают группу с такими коллективами, как Dinosaur Jr и Sonic Youth.

## Дискография

### Студийные альбомы
| Год  | Альбом | Чарты          |
| Год  | Альбом | Великобритания |
| ---- | --- | -------------- |
| 2011 | Yuck - Релиз: 15 февраля 2011 (США) / 21 февраля 2011 (Британия) - Лейбл: Fat Possum Records / Mercury Records - Формат: CD, цифровая загрузка, винил | 62             |

### Синглы
| Год  | Название                 | Альбом |
| ---- | ------------------------ | ------ |
| 2010 | «Rubber» (Винил)         | Yuck   |
| 2010 | «Georgia» (Винил)        | Yuck   |
| 2011 | «Holing Out»             | Yuck   |
| 2011 | «Get Away»               | Yuck   |
| 2011 | «The Wall»               | Yuck   |
| 2011 | «Shook Down»/«Milkshake» | Yuck   |

## Участники
- Даниэль Блумберг — гитара, вокал
- Илана Блумберг — вокал
- Макс Блум — гитара, вокал
- Марико Дои — бас-гитара
- Джонни Рогофф — барабаны